# Потшимово
Потшимово (пол. Potrzymowo) — село в Польщі, у гміні Неханово Гнезненського повіту Великопольського воєводства.
Населення — 60 осіб (2011).
У 1975-1998 роках село належало до Познанського воєводства.

## Демографія
Демографічна структура станом на 31 березня 2011 року:
|          | Загалом | Допрацездатний вік | Працездатний вік | Постпрацездатний вік |
| -------- | ------- | ------------------ | ---------------- | -------------------- |
| Чоловіки | 31      | 9                  | 17               | 5                    |
| Жінки    | 29      | 10                 | 14               | 5                    |
| Разом    | 60      | 19                 | 31               | 10                   |